# Grace Violet
Pour les articles homonymes, voir Violet (homonymie).

Grace Violet est un personnage fictif de la série britannique Skins interprété par Jessica Sula. Elle apparaît pour la première fois dans la saison 5. Elle est en couple avec Rich Hardbeck depuis l'épisode Mini de la saison 5. Ils faillirent se marier dans le dernier épisode de cette même saison. Dans la saison 6, elle est victime d'un accident de la route alors que la bande d'amis est en vacances à Essaouira (Maroc). Elle tombe dans le coma, et meurt, chamboulant le début de cette saison. 
Cependant, même si le personnage décède au tout début de la saison, il reste cependant très présent au sein du groupe. En effet, Grace réapparaît plusieurs fois en tant que rêve (dans l'épisode dédié à Franky) ou même hallucination (dans les épisodes dédiés à Rich et à Liv). De même, certains personnages se confient à elle lorsqu'ils se retrouvent au plus bas : Mini, dans l’épisode 6x09, laisse plusieurs messages sur la boîte vocale de Grace et Liv, dans l'épisode 6x08, lui parle directement à voix haute, comme si elle était avec elle.